# Largo do Senado

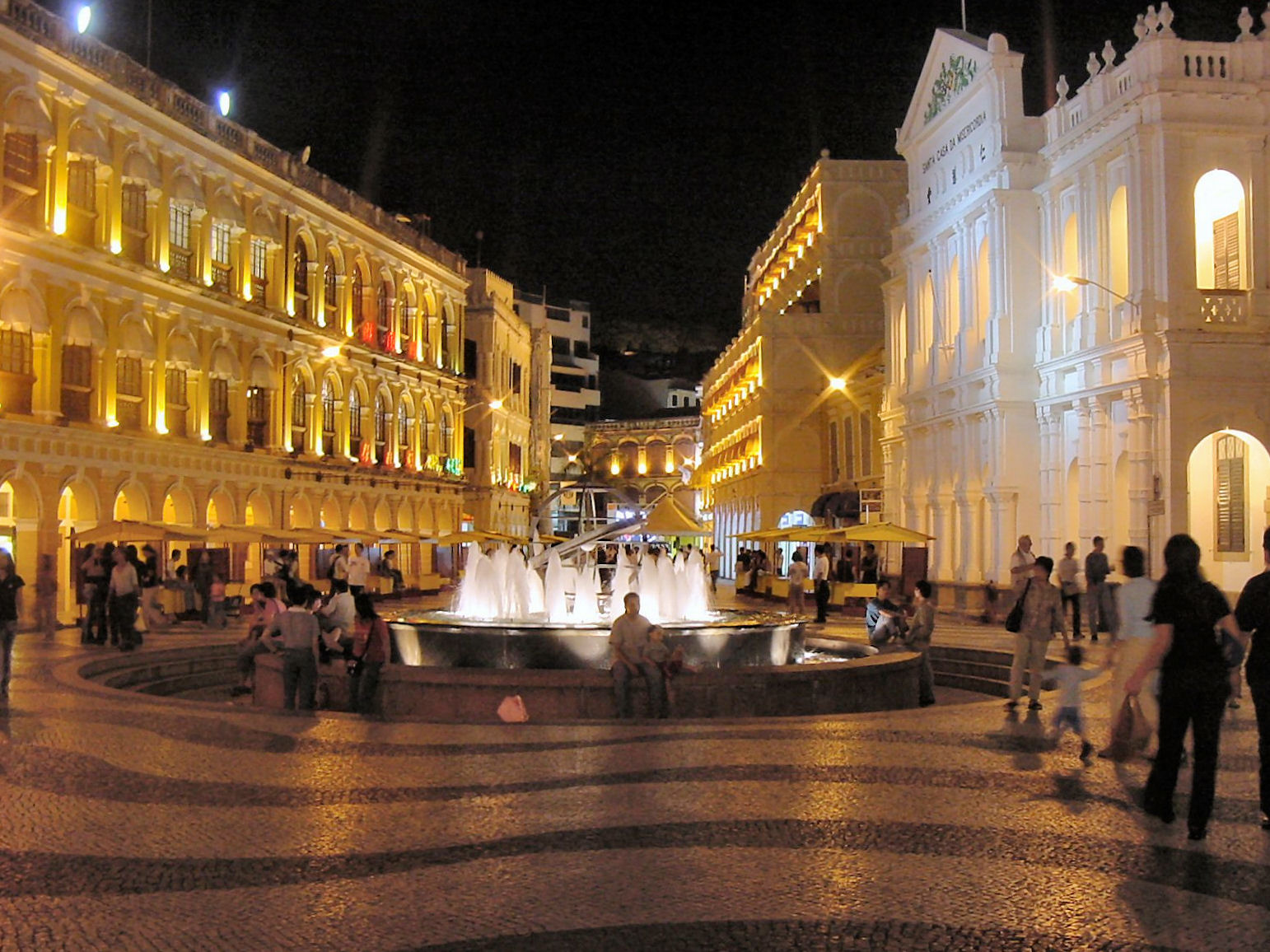
El Largo do Senado por la noche.

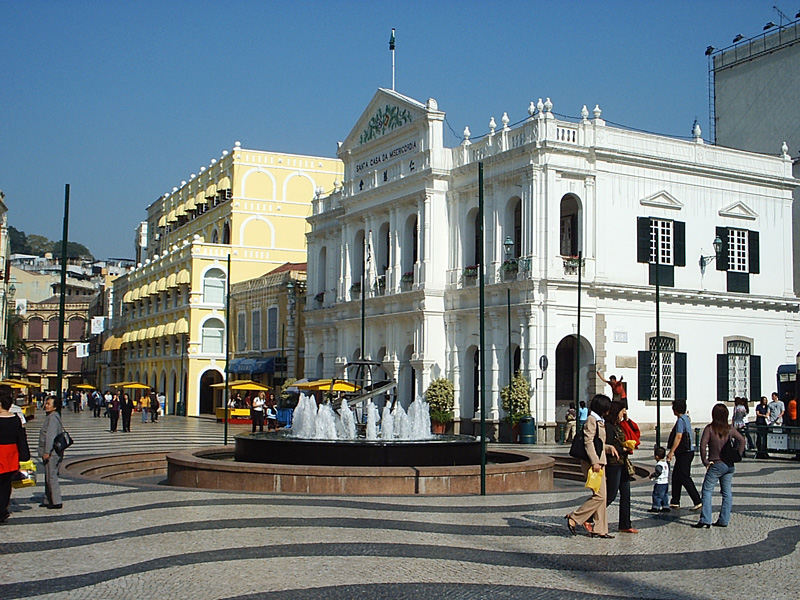
El Largo do Senado por el día.

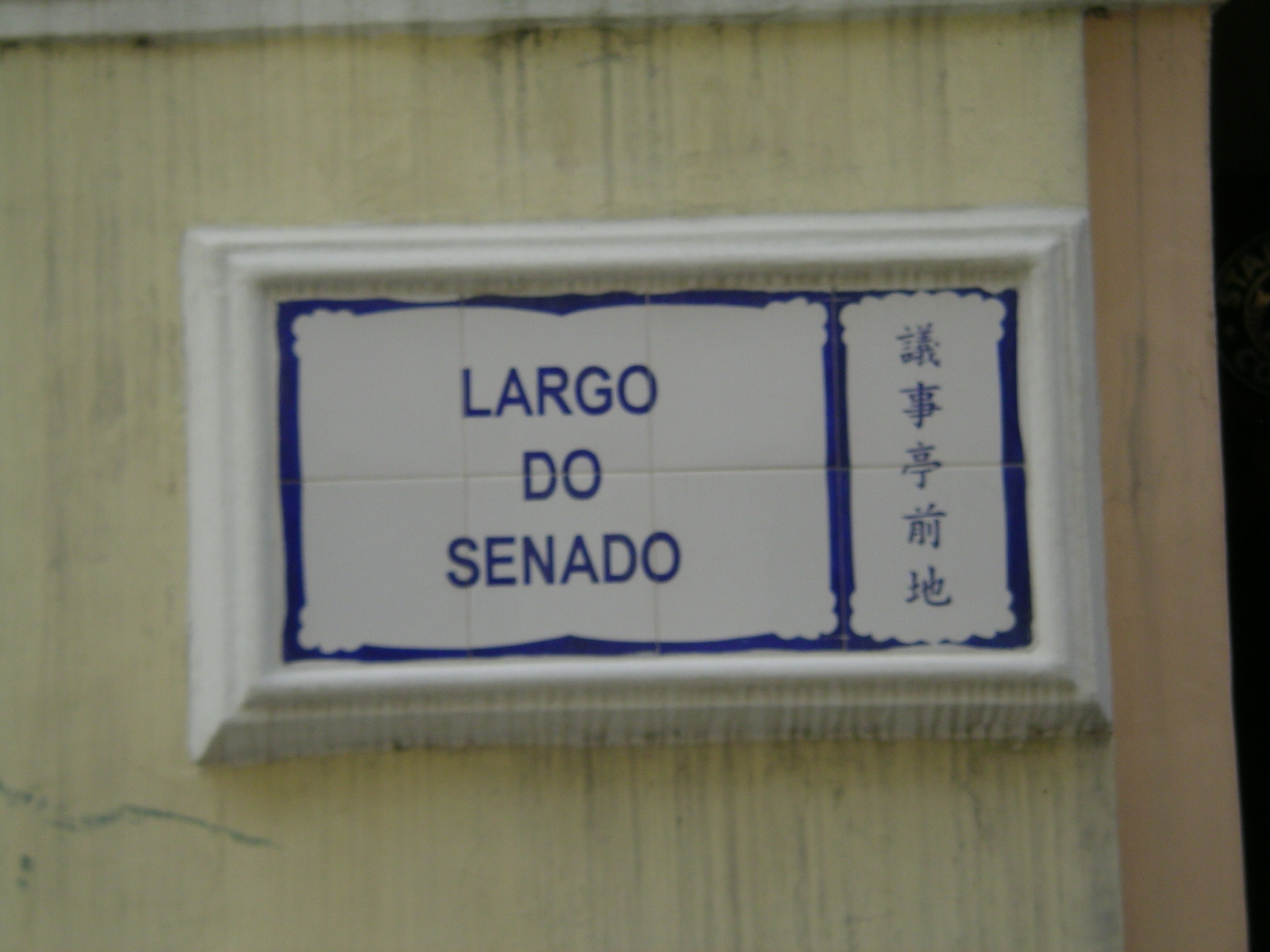
Letrero en portugués y en chino.

El Largo do Senado (en español: plaza del Senado, en en chino tradicional, 議事亭前地), es una plaza situada en Macao, China que forma parte del centro histórico de Macao, declarado Patrimonio de la Humanidad por la UNESCO. Es una plaza alargada de forma triangular que conecta el Largo do São Domingos con la Avenida de Almeida Ribeiro, situados a cada extremo de la plaza. Tiene una superficie de 3700 m².

## Historia
La plaza se llamó así en honor al Leal Senado, lugar de encuentro de chinos y portugueses en los siglos XVI y XVIII, situado frente a la plaza. En 1940, se construyó un pequeño jardín en el centro de la plaza con una estatua de bronce de Vicente Nicolau de Mesquita sacando su espada, colocada encima de un pilar de piedra. La estatua fue retirada en el Motín 1-2-3 debido a que Mesquita fue responsable de la muerte de muchos soldados Qing chinos. En su lugar se construyó una fuente, que sigue allí en la actualidad.
La gran mayoría de los edificios que rodean la plaza son de estilo europeo y muchos de ellos son monumentos protegidos.
Antiguamente, la plaza estaba abierta al tráfico y tenía aparcamientos, pero a principios de los años 1990, debido al aumento de turistas, toda la zona se cubrió con empedrado portugués y se peatonalizó.
En la plaza se han producido muchos eventos importantes de Macao, como celebraciones de festivales, mercadillos y actuaciones. Los gobernadores de Macao solían pasar revista a sus tropas aquí. En esta plaza se han grabado algunas escenas de las películas de Hong Kong de los años cincuenta y sesenta.
La plaza aparece en el anverso del billete de cien patacas emitido por el Banco Nacional Ultramarino en 2005.